# Dance Dance Revolution GB
Dance Dance Revolution GB (ダンスダンスレボリューションGB Dansu Dansu Reboryūshon GB?) es un videojuego de Música y Ritmo, que es parte de musicales de Dance Dance Revolution para Game Boy, fue lanzada en 3 de agosto de 2000 solamente en Japón, y fue desarrollada por Now Production y Publicada por Konami. El primer juego de la música de la serie fue lanzada para las consolas portátiles de nintendo a todo color.
- Datos: Q20015197